# Leachia pacifica
Leachia pacifica är en bläckfiskart som först beskrevs av Arturo Issel 1908.  Leachia pacifica ingår i släktet Leachia och familjen Cranchiidae. Inga underarter finns listade i Catalogue of Life.